# Мило Милуновић
Мило Милуновић (Цетиње, 6/18. август 1897 — Београд, 11. фебруар 1967) био је југословенски сликар, ликовни критичар и универзитетски професор. Један је од оснивача и првих наставника Академије ликовних уметности у Београду (1937).

## Биографија
Школовао се на Цетињу, Монци (1906) и Скадру, (1911), а уметност је учио у Фиренци (1914 — 1916) и Паризу (1919 — 1922) када се упознаје са делима Пола Сезана. У Загребу живи и слика од 1924. до 1926. Поново одлази у Париз 1926. и остаје до 1932. године где слика и излаже на самосталним и групним изложбама. Досељава се у Београд 1932. у коме живи до 1946. Од 1937. до 1946. ради као професор Академије ликовних уметности. После Другог светског рата од 1946. до 1948. живи на Цетињу где са Петром Лубардом оснива Умјетничку школу у којој је и предавач. Коначно се досељава у Београд 1948. где остаје до крај живота. Исте године му се додељује звање мајстора-сликара да би управљао „Државном мајсторском радионицом ликовне уметности“ у којој је одржавао течајеве за сликаре постдипломце. Од 1952. до краја живота био је редовни професор Академије ликовних уметности.
Био је од 1950. дописни а од 1958. редовни члан Српске академије наука и уметности, а за дописног члана Југославенске академије знаности и умјетности у Загребу изабран је 1966. године.
Први пут је самостално излагао 1918. године у Осијеку и Цетињу, а од 1919. излагао је на многобројним колективним изложбама у земљи и иностранству. Добио је прву награду на конкурсу за сликарске и вајарске радове у новој згради скупштине 1936. Био је члан група „Дванаесторица“ (1937—1938) и „Самостални“ (1951 — 1955).
Од 1939. до 1964. године писао је и ликовну критику у „Политици“, „Уметничком прегледу“, „Књижевним новинама“ и др.
Са сликарком Олгом Богдановић имао је сина, вајара Николу Милуновића (1935-2016).

## Сликарство
Главно обележје сликарства Мила Милуновића је прецизна композиција и префињен колорит. Иако је током укупног опуса остао привржен фигуративном сликарству, покаткад се приближавао асоцијативној апстракцији, али никада није потпуно закорачио у беспредметну пластичку представу. Крајем четврте деценије Милуновић је ушао у интерпретирање форме на импресионистички начин, са доста светла и хроматских решења базираних на валерским вредностима преливених по површини платна. Последњи период био је карактеристичан по појави експресионистичких елемената, али поново не стриктних већ пре као једна нова идеја која му је надаље отварала нове путеве медитативног сликарског кретања. То су теме донете из осунчаног медитеранског подручја, пуне светла и колорита, композиционо уравнотежене и прецизно дефинисане као јасни ауторски рукопис који је Милу Милуновићу дефинитивно одредио једно од најзначајнијих места у српском сликарству тог периода.

## Самосталне изложбе (избор)
- 1918 Биоскоп „Уранија“, Осијек, Цетиње
- 1922 Нови универзитет, Београд
- 1928 Галерија Карло, Париз
- 1929 Галерија Карло, Париз
- 1932 Галерија Карло, Париз, Ратнички дом, Београд
- 1954 Уметнички павиљон „Цвијета Зузорић“, Београд
- 1955 Галерија Графички колектив, Београд
- 1958 Трибина младих, Нови Сад, Музеј примењене уметности, Београд
- 1959 Музеј примењене уметности, Београд
- 1960 — 1961 Сала Савеза ликовних уметника Совјетског Савеза, Москва
- 1961 Умјетнички павиљон, Титоград, Галерија Дома ЈНА, Београд
- 1962 Хол Дома ЈНА, Ниш
- 1963 Фоаје Обласног народног позоришта, Приштина, Градска ложа, Задар, Модерна галерија, Ријека
- 1963—1964 Галерија Културног центра, Београд

Постхумне
- 1964 Работнички дом, Скопље
- 1965 Галерија умјетнина, Сплит, Фискултурна сала Основне школе, Будва
- 1965—1966 Салон Музеја савремене уметности, Београд
- 1967 Галерија Културног центра, ретроспектива, Београд
- 1970 Ликовни салон Центра за културу и уметност Народног свеучилишта „Божидар Масларић“, Осијек, Ликовни салон, Врбас
- 1979 Народно позориште Земун
- 1981 — 1982 Галерија Градске већнице, Праг, Дом културе, Братислава
- 1983 Народни музеј - Кабинет графике, Београд
- 1986 Народно позориште, Тузла, Галерија „Јосип Бепо Бенковић“, Херцег Нови
- 1986—1987 Народни музеј, ретроспектива, Београд
- 1990 Галерија „Јосип Бепо Бенковић“, Херцег Нови
- 1991 Галерија УЛУС, Београд
- 1993 ЈП Културни центар - Завичајни музеј, Бар
- 1995 Атеље Павловић, Будва
- 1997 Умјетнички павиљон, Подгорица, Галерија Гамс, Цетиње, Галерија Цептер, Београд
- 1997—1998 Галерија САНУ, ретроспектива, Београд, Плави дворац, Цетиње

## Награде и одликовања
- 1913 Споменица за рат 1913, Цетиње
- 1930 Диплома и орден Св. Саве 5. реда, Београд
- 1936 Прва награда за скицу фреске Постанак Југославије у Народној скупштини, Београд
- 1937 Grand Prix за мозаик и сликарство на Међународној изложби, Париз
- 1939 Орден легије части, Париз
- 1939 Девета награда на Изложби савремене уметности, Сан Франциско
- 1948 Награда Владе НР Црне Горе, Титоград
- 1950 Државна награда Владе ФНР Југославије, Београд
- 1958 Октобарска награда града Београда, Београд
- 1958 Орден рада I реда, Београд
- 1960 Награда за сликарство на I октобарском салону, Београд
- 1961 Седмојулска награда за животно дело, Београд
- 1964 Златна медаља на II тријеналу југословенске ликовне уметности, Београд
- 1964 I награда на Плавом салону, Задар